# هافنارفيوردور
هافنارفيوردور مدينة تقع في الجنوب الغربي من آيسلندا وتبعد حوالي 10 كم عن العاصمة ريكيافيك.
تعد ثالث أكبر مدن آيسلندا من حيث عدد السكان بعد ريكيافيك وكوبافوغور حيث يبلغ عدد سكانها 26,099.
تقام في المدينة العديد من النشاطات الحضارية والمهرجانات السنوية مثل مهرجان الفايكنج الذي يقام صيف كل عام في المدينة.

## التاريخ
أصل اسم المدينة جاء من موقعها الممتاز كميناء طبيعي (harbour fjord).
يعود تاريخ أولى الرحلات المعلومة إلى هافنارفيوردور إلى أواخر القرن الرابع عشر.
بدأ الإنجليز التجارة في المدينة في القرن الخامس عشر لكن التجار الألمان تبعوهم وحلوا محلهم.
بعد ذلك، سادت الرابطة الهانزية في المدينة وبدأت التجارة مع الدنمارك تنمو وازدهرت المدينة حتى أصبحت مركز البلاد التجاري في تلك الفترة.

## الرياضة
يوجد ناديان رياضيان رئيسيان في المدينة، الأول هو نادي (Fimleikafélag Hafnarfjarðar).
الذي حصل على دوري أيسلندا الممتاز لكرة القدم 5 مرات.كما أنه فاز بالدوري الآيسلندي لكرة اليد 25 مرة وفاز بالكأس 6 مرات مما يجعله أكثر أندية كرة اليد حصولا على الألقاب في تاريخ آيسلندا.
أما الثاني فهو نادي (Knattspyrnufélagið Haukar) الذي حاز على دوري آيسلندا لكرة اليد 9 مرات آخرها عام 2010,كما فاز بالكأس 5 مرات آخرها عام 2010 أيضا.
يوجد في المدينة ناد للسباحة، كما تحتوي على 3 أحواض للسباحة بالرغم من قلة عدد سكانها.

## المدن التوأمة

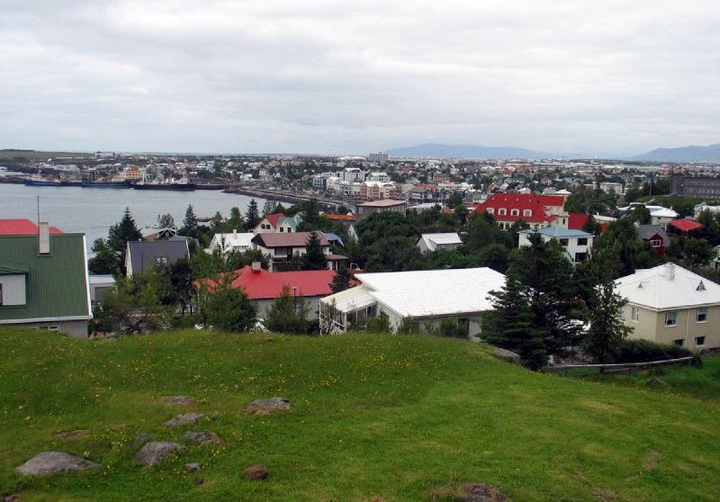
منظر للمدينة.

- أوبسالا، السويد
- تارتو، أستونيا
- فريدريكسبيرغ، الدنمارك
- فلنسبورغ، ألمانيا
- هامينلينا، فنلندا

## السكان
| 1930 | 3,591  | 1940 | 3,686  | 1950 | 5,087  | 1960 | 7,160  | 1970 | 9,696  |
| 1980 | 12,205 | 1990 | 15,151 | 2000 | 19,640 | 2008 | 25,107 | 2011 | 26,099 |

## أعلام
- أولافور غودموندسون
- آرون بالمارسون
- ستيفان كارل ستيفانسون
- إميل هالفريدسون
- ستيفان رافن سيجورمانسون